# Wintersport-Arena Sauerland
Die Wintersport-Arena Sauerland ist nach eigenen Angaben die bedeutendste Wintersportregion nördlich der Alpen.S. 3 Topografisch erstreckt sie sich über die Höhen des Rothaarkamms. Dazu gehörenS. 21/22 29 Skigebiete mit 154 Liften (einschließlich mobiler und temporärer Anlagen) und rund 88 Kilometer Pisten (davon rund 52 Kilometer beschneit).

## Topografie
Die Wintersport-Arena Sauerland erstreckt sich im Wesentlichen über den Großraum Rothaargebirge, welches sich von der Region Siegen-Wittgenstein im Süden über das Sauerland bis in das hessische Upland erstreckt. Seine höchsten Erhebungen hat das Gebiet mit dem Langenberg und dem Hegekopf bei Willingen (jeweils 843 m) sowie dem Kahlen Asten (841 m) südwestlich von Winterberg. 4 Berge in den Skigebieten übertreffen die 800-m–Marke.S. 22 Der Hauptkamm des Mittelgebirges, auch Rothaarkamm genannt, hat seine südlichsten Ausläufer in der Nähe der Ortschaften Hilchenbach und Kreuztal und erstreckt sich über nahezu 100 km bis nach Brilon im Norden. In alle Himmelsrichtungen entspringen dem Gebirge zahlreiche Flussläufe. Die bekanntesten ihrer Art sind die Ruhr, welche ihre Quelle bei Winterberg hat und bei Duisburg in den Rhein mündet, die Lenne, die nach rund 100 km bei Hagen in die Ruhr mündet und die Eder, welche nach Osten fließt und später die Weser erreicht. Der Rothaarkamm bildet somit die Wasserscheide zwischen der Weser und dem Rhein, den größten Strömen Westdeutschlands.

## Ticketverbund
Seit dem Winter 2005/2006 haben sich alpine Skigebiete zu einem Ticketverbund zusammengeschlossen. Dieses Angebot war bis dahin in deutschen Mittelgebirgen einzigartig. Die Wintersport-Arena CARD ermöglicht es, mit nur einem Ticket die führenden Skigebiete der Region zu besuchen, die da wären
- Skigebiet Willingen
- Skiliftkarussell Winterberg
- Skidorf Neuastenberg
- Skikarussell Altastenberg
- Wintersportpark Sahnehang
- Snow World Züschen
- Bödefeld Hunau
- Skigebiet Ruhrquelle

mit

- 75 Skilifte (davon 17 Sessellifte und 1 Kabinenbahn)
- 97 Abfahrten in 66 km Gesamtlänge (32 km leicht / 28 km mittel / 6 km schwer)
- 52 beschneite Abfahrten in 42 km Gesamtlänge

## Beschneiung
Um hochwertige Wintersportangebote mit einer entsprechenden touristischen Infrastruktur anbieten zu können, ist die Schneesicherheit eine der wichtigsten Bedingungen. Aus diesem Grunde haben die Skigebiete leistungsstarke Beschneiungsanlagen installiert. Im Wintersportkerngebiet (Skiliftkarussell Winterberg, Skigebiet Willingen, Postwiesenskigebiet Neuastenberg, Snow-World-Züschen, Skigebiet Altastenberg, Skigebiet Bödefeld-Hunau, Skigebiet Langewiese, Wintersportpark Sahnehang) wurden in der Saison 2012/2013 rund 73 % der Pisten beschneit. In der gesamten Region waren es zu der Zeit rund 59 %S. 22. So können die beschneiten Skigebiete pro Saison etwa 80 bis teilweise über 90 Wintersporttage bieten. Nach Angaben der Wintersport-Arena-Sauerland gab es Mitte 2017 450 Schnee-Erzeuger, die ungefähr eine Fläche von 150 Fußballfeldern beschneiten.
Bei Skipisten die in FFH-Gebieten (Fauna-Flora-Habitat) liegen, wie beispielsweise das Skigebiet „Postwiese“ in Winterberg, müssen strenge Auflagen beim Bau von Beschneiungsanlagen beachtet werden. Da der Schnee aus Quellwasser produziert wird, bedarf es der Einholung einer wasserrechtlichen Genehmigung zur Benutzung eines Gewässers und je nach Eingriff in die Natur der Erarbeitung eines landschaftspflegerischen Begleitplanes (LBP) oder einer Verträglichkeitsprüfung gemäß Art. 6 FFH-Richtlinie in Verbindung mit § 19c BNatSchG.

## Klima
Das Rothaargebirge liegt in der gemäßigten Klimazone und wird stark vom Einfluss des Atlantiks mit seinen Westwinden bestimmt. Die Sommer sind insgesamt kühl, die Winter in den Tallagen recht mild und in den Gipfelregionen mäßig kalt. Der Temperaturunterschied zu den tiefsten Lagen des angrenzenden Ruhrgebiets und Rheinlands liegt im Mittel bei 5 °C, kann bei bestimmten Wetterlagen aber auch größer sein.
Die Niederschläge, die die Region meist aus westlicher Richtung erreichen, summieren sich in den Hochlagen auf rund 1400 mm pro Jahr und erreichen damit fast das Doppelte dessen, was das im Regenschatten des Gebirges liegende hessische Tiefland mit nur 700–800 mm erhält. In den Wintermonaten fallen die Niederschläge oft als Schnee. Der Kahle Asten weist pro Jahr mehr als 100 Tage mit einer Schneedecke auf, welche maximal bereits mehr als 2 m Höhe aufwies (Winter 1969/70 mit 239 cm).

## Sportstätten und Leistungssport
Zur Wintersport-Arena Sauerland gehören die Winterberger Bobbahn, die Willinger Mühlenkopfschanze, die Winterberger St.-Georg-Schanze sowie die EWF-Biathlon-Arena.
Dabei gehen Breitensport und Leistungssport Hand in Hand. Optimale Trainingsbedingungen vor Ort sollen junge Wintersporttalente fördern. Im Bobsport tragen Personen wie Europameister René Spies und Weltmeisterin Sandra Kiriasis seit Jahren nicht nur ihre eigenen Leistungen in die Öffentlichkeit, sondern werden auch in Verbindung mit der Region gebracht. Bekannt ist die Region auch durch weitere Veranstaltungen. Auf der Veltins EisArena Winterberg im Gebiet der Wintersport-Arena Sauerland werden unter anderem der „BMW IBSF – Weltcup Bob & Skeleton“, Weltmeisterschaften im Bob und Skeleton, Rennrodel-Weltmeisterschaften und der Viessmann Rennrodel-Weltcup ausgetragen. Seit 1995 findet auf der Mühlenkopfschanze das Weltcup-Skispringen des Internationalen Skiverbandes (FIS) statt. Der Snowboard-Weltcup des FIS findet 2020 zum sechsten Mal am Poppenberg „In der Büre“ statt.

## Geschichte
Zunächst um eine zentrale Projektförderungsstelle zu haben, wurde die Wintersport-Arena Sauerland ins Leben gerufen.
2001 haben Touristiker und Liftbetreiber den Masterplan Wintersport-Arena auf den Weg gebracht und sich zum „Trägerverein Wintersport-Arena Sauerland/Siegerland-Wittgenstein“ zusammengeschlossen, der 2003 auch so in das Vereinsregister des Amtsgerichts Arnsberg (früher Amtsgericht Medebach) eingetragen wurde. Unterstützung gab es in den folgenden Jahren vom Land Nordrhein-Westfalen, dem Land Hessen, der Gemeinde Willingen und dem Kreis Siegen-Wittgenstein.
Hintergrund war, dass der Wintersporttourismus wetterbedingt zurückgegangen war. Kernpunkt der Erwartungen war eine zugrunde gelegte Anzahl von 80 Schneetagen pro Saison. Beschneiungsanlagen sollten Schneesicherheit bringen. Durch das Pilotprojekt im Postwiesen-Skigebiet Neuastenberg haben die Betreiber im Winter 2002/2003 die Grundlage für weitere Projekte geschaffen. Sie haben die Kernforderung des Masterplans erfüllt und beweisen, dass mithilfe technischer Unterstützung im Mittelgebirge über 80 Tage Wintersport in der Saison angeboten werden kann. Mit dem Nachweis der Wirtschaftlichkeit der Beschneiung im Mittelgebirge war der Weg frei für erste Anschubfinanzierungen zum Bau von weiteren Beschneiungsanlagen im gemäß dem Masterplan 1.0 definierten Kerngebiet der Region. Ziele des Masterplanes waren die allgemeine Qualitätsverbesserung im Wintersport, die Erhöhung der Schneesicherheit, die gemeinsame, zentrale und professionelle Vermarktung des Wintersports, die Koordination und Bündelung staatlicher Förderungsmöglichkeiten und die Installation eines einheitlichen Ticketsystems.
Insgesamt wurden zwischen 2001 und 2014 rund 90 Millionen Euro direkt in die Skigebiete investiert, die weitere Folgeinvestitionen bewirkt haben. Dadurch sollten nicht nur die Skigebiete von der Entwicklung profitieren, sondern indirekt auch weitere touristische Bereiche, Handel, Handwerk und Dienstleister.
Im Jahr 2013 erschien im Auftrag der Wintersport-Arena Sauerland/Siegerland-Wittgenstein e. V. in der Schriftenreihe Natursport und Ökologie (Band 31) die Konzeptstudie zur nachhaltigen Entwicklung der Wintersport-Arena Sauerland - Masterplan 2.0.